# Miniopterus zapfei
A Miniopterus zapfei az emlősök (Mammalia) osztályának denevérek (Chiroptera) rendjéhbe, ezen belül a kis denevérek (Microchiroptera) alrendjébe és a Miniopteridae családjába tartozó fosszilis faj.

## Tudnivalók
A Miniopterus zapfei Franciaország délkeleti részén élt, a középső miocén korszakban. Az állatot csak a La Grive-Saint-Alban lelőhelyről ismerik. Ezt a fosszilis denevérfajt 2002-ben írták le először. E faj nagyobb testű volt, mint a Miniopterus fossilis. A Miniopterus zapfeit öt alsó állkapocsnak és egy kisőrlőnek köszönhetően ismerünk. A negyedik alsó kisőrlő orális (a szájüreg felé mutató) felszíne karcsúbb, mint a M. fosszilisnél, és kevésbé fejlettebb, mint a mai Miniopterusok. Az első-alsó kisőrlő hossza 1,57-1,60 milliméter.

## Rendszertani besorolása
Ezt a fajt először 2002-ben írta le Pierre Mein és Léonard Ginsburg. E két tudós leírása a délkelet-franciaországi La Grive-Saint-Alban lelőhely állatvilágáról szóló írásban található meg. Mein és Ginsburg az írásban megemlítik, hogy a szlovákiai Miniopterus fossilis után ez a második fosszilis Miniopterus-faj, amit valaha találtak. A két paleontológus nem említi meg a lengyelországi, pliocén kori Miniopterus approximatust, a kínai, pleisztocén kori Miniopterus taót, és a 2003-ban felfedezett németországi, miocén kori Miniopterus rummelit. Az állat a fajnevét („zapfei”) Helmuth Zapfe-ről kapta, aki felfedezte és leírta a Miniopterus fossilist. A Miniopterus nembe 27 élő faj tartozik; ezt a nemet korábban a simaorrú denevérek (Vespertilionidae) családjába sorolták. A mai fajok megtalálhatók Eurázsia, Afrika és Ausztrália területein.

## Előfordulása és lelőhelye
A Miniopterus zapfei csak a Saint-Alban-de-Roche falu melletti La Grive M lelőhelyből ismert; ez Délkelet-Franciaországban van. Ez a lelőhely igen gazdag megkövesedett állati maradványokban. Körülbelül 11-13 millió évvel ezelőtt élt állatokat lehet itt találni. A Miniopterus zapfei ezen az egyetlen lelőhelyén is igen ritka, ellentétben rokonával, a Miniopterus fossilisszel, amely nemcsak itt, hanem Szlovákiában és más európai lelőhelyeken is előfordul.

## Megjelenése
A Miniopterus zapfei ismert maradványai közé tartozik egy alsó állkapocs, megmaradt negyedik előzápfoggal (p4), első zápfoggal (m1) és második zápfoggal (m2); egy állkapocs m1-gyel; egy állkapocs m1 és m2-vel; egy állkapocs m2 és m3-mal; egy fogak nélküli állkapocs; egy különálló negyedik felső előzápfog (P4). Egyes állkapcsokon látszanak a meg nem őrződött fogak előbújásának nyílásai (alveoli) is. A p4 fog méretei (hosszúság és szélesség) 1,03 × 0,88 mm; az m1-é 1,57–1,60 × 1,01–1,07 mm; az m2-é 1,51–1,64 × 0,95–1,05 mm; az egyedüli m3-as 1,41 mm hosszú és az egyedüli p4-es 1,38 × 1,52 mm-es. Egy jól konzervált állkapocsban az első metszőfog nyílásától az m3 végéig 8,80 mm a távolság, az m1-nél az állkapocs mélysége 1,50 mm.
A Miniopterus zapfei-t a három alsó előzápfog (p2, p3 és p4, mivel ez eredeti p1 elveszett) alapján sorolták be a Miniopterus nembe; egy kétgyökerű p3 és a nyctalodont (a Nyctalus nemre jellemző) zápfogak, a posterolophid (a zápfog hátulján lévő taréj) az entoconid csúcs (az alsó fogak hátsó/nyelv felőli (posztero-lingvális) csúcsa) mögött van. Az M. zapfei mérete mintegy 30%-kal haladja meg az M. fossilis-ét, p4-e karcsúbb. A ma élő Miniopterus-okéhoz képest a p4-et körülvevő cingulum (a fognyakon övszerűen kiemelkedő tompa léc) kevésbé fejlett, a parastyle taréja gyengébb.

## Fordítás
- Ez a szócikk részben vagy egészben  a   Miniopterus zapfei című angol Wikipédia-szócikk fordításán alapul.  Az eredeti cikk szerkesztőit annak laptörténete sorolja fel. Ez a jelzés csupán a megfogalmazás eredetét és a szerzői jogokat jelzi, nem szolgál a cikkben szereplő információk forrásmegjelöléseként.